# Osoblaha (stacja kolejowa)
Osoblaha (niem. Hotzenplotz) – stacja kolei wąskotorowej w Osobłodze, w kraju morawsko-śląskim, w Czechach przy ulicy Nádražní 65. Znajduje się na wysokości 225 m n.p.m. i jest stacją końcową wąskotorowej linii kolejowej nr 298. Powstała wraz z otwarciem linii w 1898 roku. W obrębie stacji znajduje się także parowozownia oraz ładownia.